# Olympische Winterspiele 2014/Teilnehmer (Niederlande)
| Gelbes Symbol für Goldmedaillen mit stilisierten Olympischen Ringen | Graues Symbol für Silbermedaillen mit stilisierten Olympischen Ringen | Braundes Symbol für Bronzemedaillen mit stilisierten Olympischen Ringen |
| ------------------------------------------------------------------- | --------------------------------------------------------------------- | ----------------------------------------------------------------------- |
| 8                                                                   | 7                                                                     | 9                                                                       |

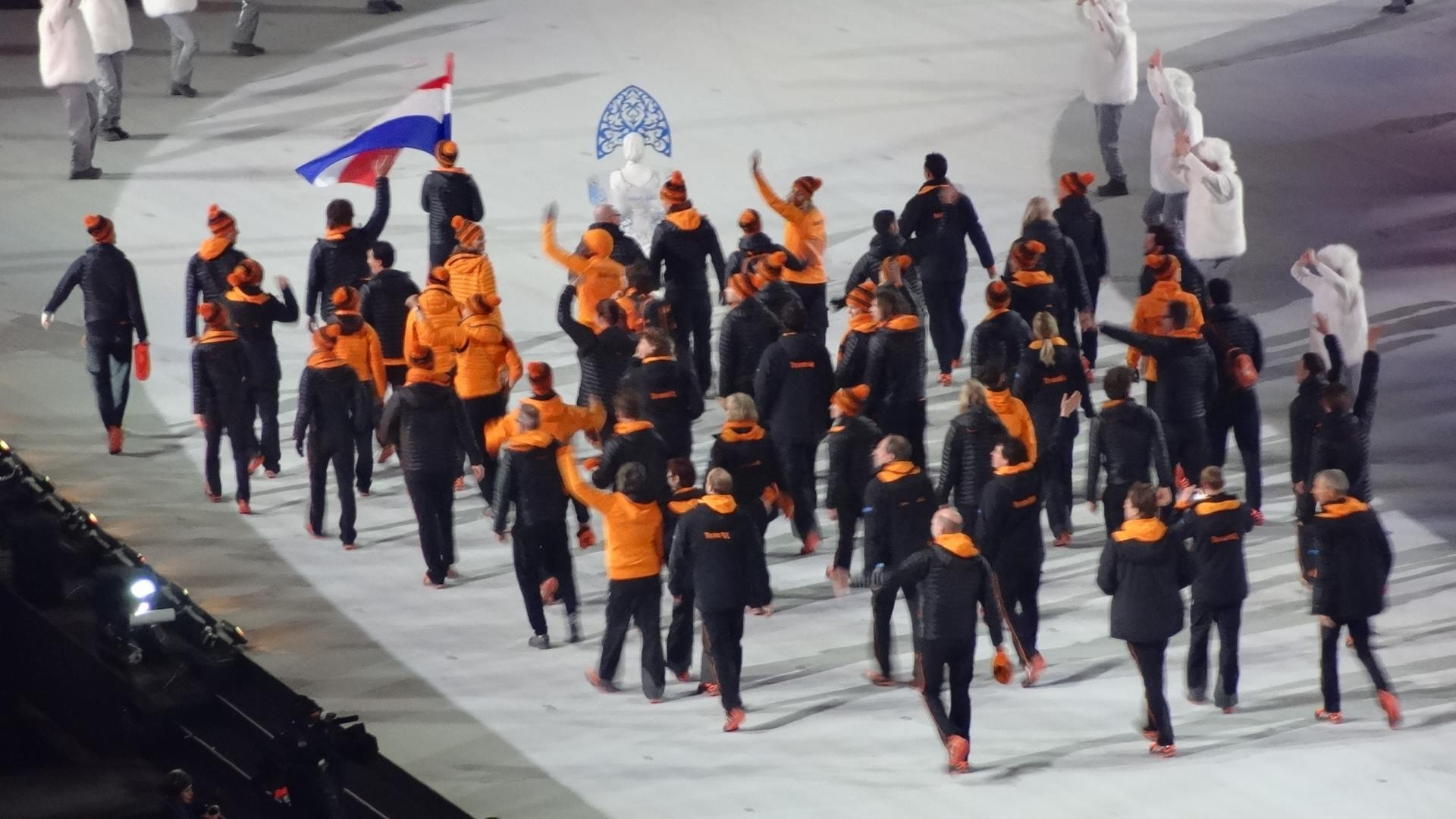
Die niederländische Mannschaft beim Einmarsch der Nationen

Die Niederlande nahmen an den Olympischen Winterspielen 2014 in Sotschi mit 41 Sportlern in vier Sportarten teil. Chef de Mission war Maurits Hendriks.

## Medaillen

### Medaillenspiegel
| Rang   | Sportart       | G | S | B | Gesamt |
| ------ | -------------- | - | - | - | ------ |
| 1      | Eisschnelllauf | 8 | 7 | 8 | 23     |
| 2      | Shorttrack     | – | – | 1 | 01     |
| Gesamt | Gesamt         | 8 | 7 | 9 | 24     |

### Medaillengewinner
| Sportler                                                  | Sportart       | Disziplin      | Datum       |
| --------------------------------------------------------- | -------------- | -------------- | ----------- |
| Gold                                                      |                |                |             |
| Sven Kramer                                               | Eisschnelllauf | 5000 Meter     | 8. Februar  |
| Ireen Wüst                                                | Eisschnelllauf | 3000 Meter     | 9. Februar  |
| Michel Mulder                                             | Eisschnelllauf | 500 Meter      | 10. Februar |
| Stefan Groothuis                                          | Eisschnelllauf | 1000 Meter     | 12. Februar |
| Jorien ter Mors                                           | Eisschnelllauf | 1500 Meter     | 16. Februar |
| Jorrit Bergsma                                            | Eisschnelllauf | 10.000 Meter   | 18. Februar |
| Jan Blokhuijsen Sven Kramer Koen Verweij                  | Eisschnelllauf | Teamverfolgung | 22. Februar |
| Lotte van Beek Marrit Leenstra Jorien ter Mors Ireen Wüst | Eisschnelllauf | Teamverfolgung | 22. Februar |
| Silber                                                    |                |                |             |
| Jan Blokhuijsen                                           | Eisschnelllauf | 5000 Meter     | 8. Februar  |
| Jan Smeekens                                              | Eisschnelllauf | 500 Meter      | 10. Februar |
| Ireen Wüst                                                | Eisschnelllauf | 1000 Meter     | 12. Februar |
| Koen Verweij                                              | Eisschnelllauf | 1500 Meter     | 12. Februar |
| Ireen Wüst                                                | Eisschnelllauf | 1500 Meter     | 16. Februar |
| Sven Kramer                                               | Eisschnelllauf | 10.000 Meter   | 18. Februar |
| Ireen Wüst                                                | Eisschnelllauf | 5000 Meter     | 19. Februar |
| Bronze                                                    |                |                |             |
| Jorrit Bergsma                                            | Eisschnelllauf | 5000 Meter     | 8. Februar  |
| Ronald Mulder                                             | Eisschnelllauf | 500 Meter      | 10. Februar |
| Margot Boer                                               | Eisschnelllauf | 500 Meter      | 11. Februar |
| Michel Mulder                                             | Eisschnelllauf | 1000 Meter     | 12. Februar |
| Margot Boer                                               | Eisschnelllauf | 1000 Meter     | 12. Februar |
| Sjinkie Knegt                                             | Shorttrack     | 1000 Meter     | 12. Februar |
| Lotte van Beek                                            | Eisschnelllauf | 1500 Meter     | 16. Februar |
| Bob de Jong                                               | Eisschnelllauf | 10.000 Meter   | 18. Februar |
| Carien Kleibeuker                                         | Eisschnelllauf | 5000 Meter     | 19. Februar |

## Teilnehmer nach Sportarten

### Bob
| Athlet                                                          | Disziplin | Lauf 1  | Lauf 1 | Lauf 2  | Lauf 2 | Lauf 3  | Lauf 3 | Lauf 4  | Lauf 4 | Gesamt      | Gesamt |
| Athlet                                                          | Disziplin | Zeit    | Rang   | Zeit    | Rang   | Zeit    | Rang   | Zeit    | Rang   | Zeit        | Rang   |
| --------------------------------------------------------------- | --------- | ------- | ------ | ------- | ------ | ------- | ------ | ------- | ------ | ----------- | ------ |
| Frauen                                                          |           |         |        |         |        |         |        |         |        |             |        |
| Esmé Kamphuis Judith Vis                                        | Zweierbob | 57,94 s | 5      | 58,10 s | 6      | 58,20 s | 6      | 58,03 s | 2      | 3:52,27 min | 4      |
| Männer                                                          |           |         |        |         |        |         |        |         |        |             |        |
| Edwin van Calker Bror van der Zijde                             | Zweierbob | 57,54 s | 19     | 57,46 s | 19     | 57,38 s | 16     | 56,95 s | 13     | 3:49,33 min | 17     |
| Edwin van Calker Sybren Jansma Bror van der Zijde Arno Klaassen | Viererbob | 55,55 s | 11     | 55,57 s | 11     | 55,82 s | 10     | 55,75 s | 10     | 3:42,69 min | 9      |

Als Ersatz wurde für den Viererbob Yannick Greiner und für den Zweierbob der Frauen Melissa Boekelman nominiert.

### Eisschnelllauf

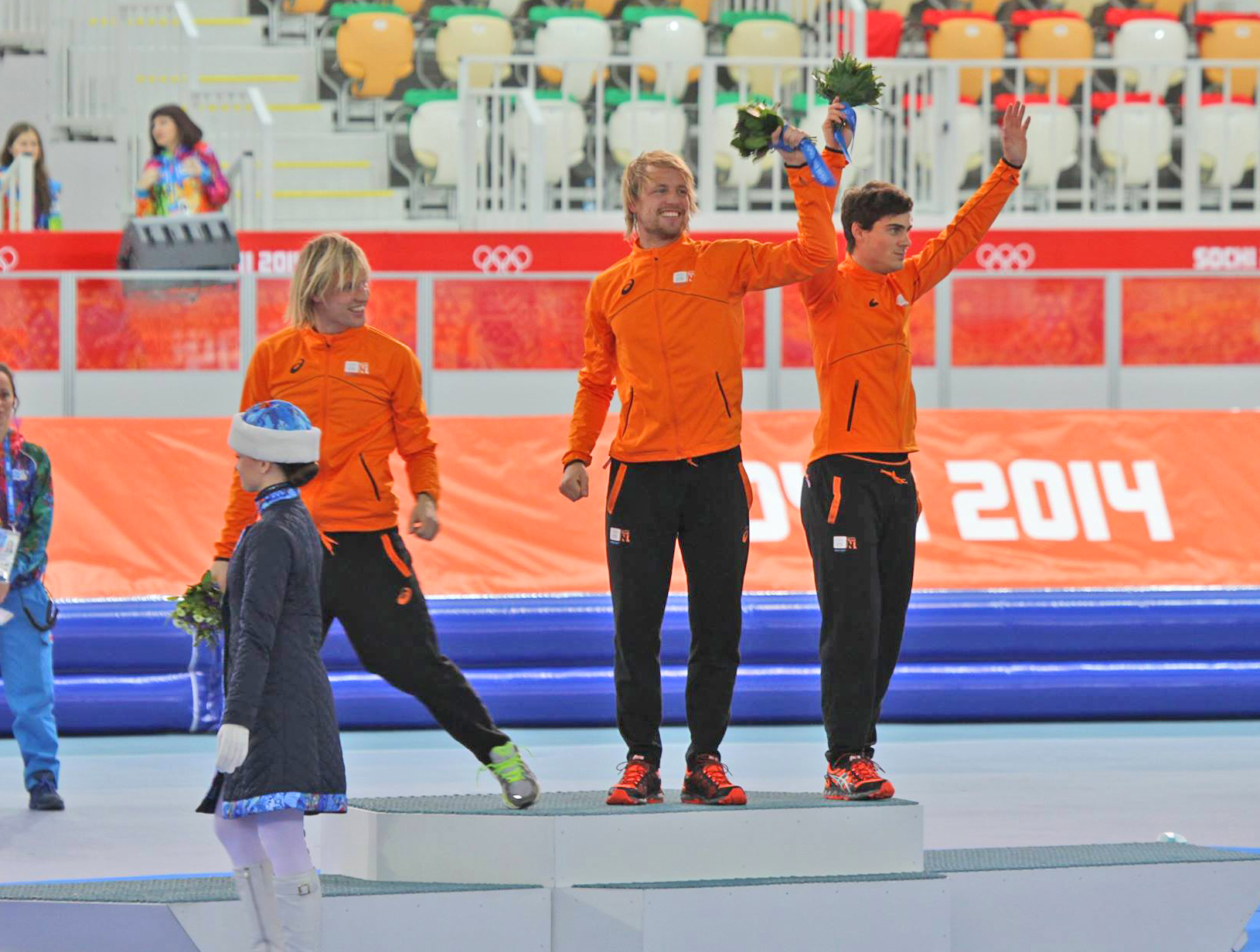
Jan Smeekens, Michel Mulder und Ronald Mulder bilden das rein niederländische Podium nach dem Rennen über 500 m

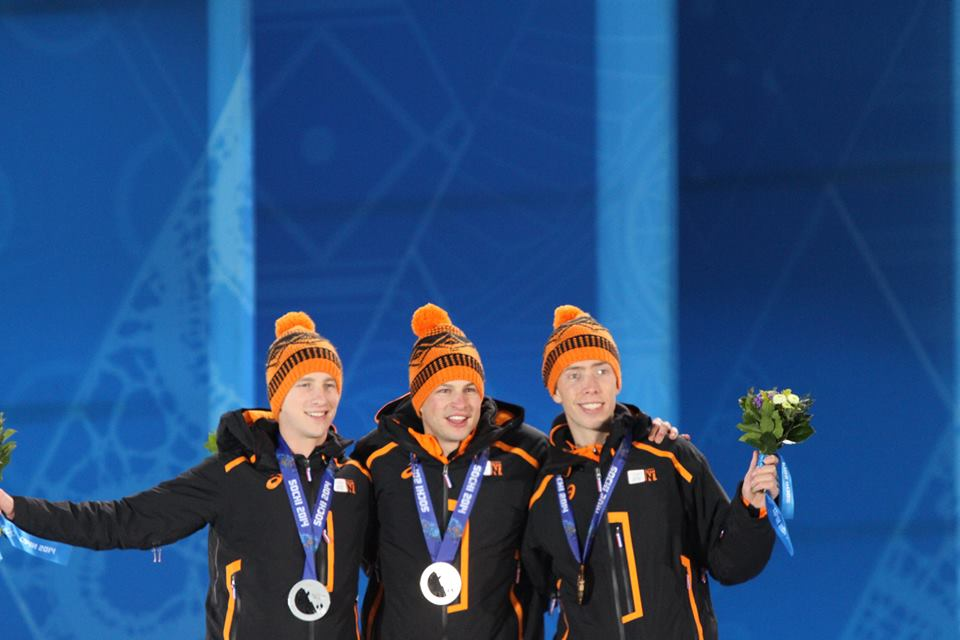
Jan Blokhuijsen, Sven Kramer und Jorrit Bergsma bei der Siegerehrung des 5000-m-Rennens

| Athleten            | Disziplin | Lauf 1  | Lauf 1 | Lauf 2  | Lauf 2 | Gesamtzeit | Gesamtzeit |
| Athleten            | Disziplin | Zeit    | Rang   | Zeit    | Rang   | Zeit       | Rang       |
| ------------------- | --------- | ------- | ------ | ------- | ------ | ---------- | ---------- |
| Frauen              |           |         |        |         |        |            |            |
| Lotte van Beek      | 500 m     | 38,67 s | 15     | 38,73 s | 17     | 77,40 s    | 16         |
| Margot Boer         | 500 m     | 37,77 s | 05     | 37,71 s | 03     | 75,48 s    |            |
| Marrit Leenstra     | 500 m     | 39,03 s | 21     | 38,70 s | 16     | 77,74 s    | 19         |
| Laurine van Riessen | 500 m     | 38,64 s | 14     | 38,35 s | 09     | 76,99 s    | 11         |
| Männer              |           |         |        |         |        |            |            |
| Stefan Groothuis    | 500 m     | 35,42 s | 24     | 56,81 s | 39     | 92,24 s    | 38         |
| Michel Mulder       | 500 m     | 34,63 s | 02     | 34,67 s | 02     | 69,31 s    |            |
| Ronald Mulder       | 500 m     | 34,97 s | 06     | 34,49 s | 01     | 69,46 s    |            |
| Jan Smeekens        | 500 m     | 34,59 s | 01     | 34,72 s | 03     | 69,32 s    |            |

| Athleten               | Disziplin | Zeit            | Rang |
| ---------------------- | --------- | --------------- | ---- |
| Frauen                 |           |                 |      |
| Lotte van Beek         | 1000 m    | 01:15,10 min    | 05   |
| Margot Boer            | 1000 m    | 01:14,90 min    |      |
| Marrit Leenstra        | 1000 m    | 01:15,15 min    | 06   |
| Ireen Wüst             | 1000 m    | 01:14,69 min    |      |
| Lotte van Beek         | 1500 m    | 01:54,54 min    |      |
| Marrit Leenstra        | 1500 m    | 01:56,40 min    | 04   |
| Jorien ter Mors        | 1500 m    | 01:53,51 min OR |      |
| Ireen Wüst             | 1500 m    | 01:54,09 min    |      |
| Antoinette de Jong     | 3000 m    | 04:06,77 min    | 07   |
| Annouk van der Weijden | 3000 m    | 04:05,75 min    | 05   |
| Ireen Wüst             | 3000 m    | 04:00,34 min    |      |
| Carien Kleibeuker      | 5000 m    | 06:55,66 min    |      |
| Yvonne Nauta           | 5000 m    | 07:01,76 min    | 06   |
| Ireen Wüst             | 5000 m    | 06:54,28 min    |      |
| Männer                 |           |                 |      |
| Stefan Groothuis       | 1000 m    | 01:08,39 min    |      |
| Michel Mulder          | 1000 m    | 01:08,74 min    |      |
| Mark Tuitert           | 1000 m    | 01:09,29 min    | 10   |
| Koen Verweij           | 1000 m    | 01:09,09 min    | 06   |
| Jan Blokhuijsen        | 1500 m    | 01:46,50 min    | 13   |
| Stefan Groothuis       | 1500 m    | 01:46,08 min    | 12   |
| Mark Tuitert           | 1500 m    | 01:45,42 min    | 05   |
| Koen Verweij           | 1500 m    | 01:45,01 min    |      |
| Jorrit Bergsma         | 5000 m    | 06:16,66 min    |      |
| Jan Blokhuijsen        | 5000 m    | 06:15,71 min    |      |
| Sven Kramer            | 5000 m    | 06:10,76 min OR |      |
| Jorrit Bergsma         | 10.000 m  | 12:44,45 min OR |      |
| Bob de Jong            | 10.000 m  | 13:07,19 min    |      |
| Sven Kramer            | 10.000 m  | 12:49,02 min    |      |

| Athleten                                                  | Disziplin      | Viertelfinale      | Viertelfinale  | Halbfinale | Halbfinale     | Finale A/B | Finale A/B     | Rang |
| Athleten                                                  | Disziplin      | Gegner             | Zeit           | Gegner     | Zeit           | Gegner     | Zeit           | Rang |
| --------------------------------------------------------- | -------------- | ------------------ | -------------- | ---------- | -------------- | ---------- | -------------- | ---- |
| Frauen                                                    |                |                    |                |            |                |            |                |      |
| Ireen Wüst Lotte van Beek Marrit Leenstra Jorien ter Mors | Teamverfolgung | Vereinigte Staaten | 2:58,61 min OR | Japan      | 2:58,43 min OR | Polen      | 2:58,05 min OR |      |
| Männer                                                    |                |                    |                |            |                |            |                |      |
| Sven Kramer Koen Verweij Jan Blokhuijsen                  | Teamverfolgung | Frankreich         | 3:44,48 min    | Polen      | 3:40,79 min    | Südkorea   | 3:37,71 min OR |      |

### Shorttrack
| Athlet                                                              | Disziplin      | Vorlauf      | Vorlauf | Viertelfinale | Viertelfinale | Halbfinale    | Halbfinale    | Finale A/B    | Finale A/B    | Rang |
| Athlet                                                              | Disziplin      | Zeit         | Rang    | Zeit          | Rang          | Zeit          | Rang          | Zeit          | Rang          | Rang |
| ------------------------------------------------------------------- | -------------- | ------------ | ------- | ------------- | ------------- | ------------- | ------------- | ------------- | ------------- | ---- |
| Frauen                                                              |                |              |         |               |               |               |               |               |               |      |
| Jorien ter Mors                                                     | 500 m          | 44,262 s     | 1       | 40,677 s      | 2             | 44,242 s      | 4             | 44,331 s      | 3             | 06   |
| Yara van Kerkhof                                                    | 500 m          | 44,044 s     | 1       | 43,888 s      | 3             | ausgeschieden | ausgeschieden | ausgeschieden | ausgeschieden | 11   |
| Lara van Ruijven                                                    | 500 m          | 44,023 s     | 3       | ausgeschieden | ausgeschieden | ausgeschieden | ausgeschieden | ausgeschieden | ausgeschieden | 17   |
| Jorien ter Mors                                                     | 1000 m         | 1:46,661 min | 3       | 1:29,119 min  | 2             | 1:30,481 min  | 3             | 1:36,835 min  | 1             | 05   |
| Yara van Kerkhof                                                    | 1000 m         | 1:29,980 min | 3       | ausgeschieden | ausgeschieden | ausgeschieden | ausgeschieden | ausgeschieden | ausgeschieden | 18   |
| Jorien ter Mors                                                     | 1500 m         | 2:21,626 min | 1       | −             | −             | 2:19,382 min  | 2             | 2:19,656 min  | 4             | 04   |
| Yara van Kerkhof                                                    | 1500 m         | 2:26,809 min | 3       | −             | −             | 2:20,291 min  | 5             | ausgeschieden | ausgeschieden | 15   |
| Jorien ter Mors Sanne van Kerkhof Yara van Kerkhof Lara van Ruijven | 3000-m-Staffel | −            | −       | −             | −             | DSQ           | DSQ           | ausgeschieden | ausgeschieden | −    |
| Männer                                                              |                |              |         |               |               |               |               |               |               |      |
| Niels Kerstholt                                                     | 500 m          | 42,441 s     | 3       | ausgeschieden | ausgeschieden | ausgeschieden | ausgeschieden | ausgeschieden | ausgeschieden | 24   |
| Freek van der Wart                                                  | 500 m          | 41,190 s     | 2       | 1:01,371 min  | 3             | ausgeschieden | ausgeschieden | ausgeschieden | ausgeschieden | 10   |
| Sjinkie Knegt                                                       | 500 m          | 41,235 s     | 1       | 41,683 s      | 1             | 41,290 s      | 3             | 42,608 s      | 4             | 08   |
| Niels Kerstholt                                                     | 1000 m         | 1:25,695 min | 3       | ausgeschieden | ausgeschieden | ausgeschieden | ausgeschieden | ausgeschieden | ausgeschieden | 19   |
| Freek van der Wart                                                  | 1000 m         | DSQ          | DSQ     | ausgeschieden | ausgeschieden | ausgeschieden | ausgeschieden | ausgeschieden | ausgeschieden | −    |
| Sjinkie Knegt                                                       | 1000 m         | 1:26,091 min | 2       | 1:25,695 min  | 2             | 1:27,258 min  | 3             | 1:25,611 min  | 3             |      |
| Niels Kerstholt                                                     | 1500 m         | 2:13,848 min | 1       | −             | −             | 2:17,134 min  | 6             | ausgeschieden | ausgeschieden | 16   |
| Sjinkie Knegt                                                       | 1500 m         | 2:14,249 min | 3       | −             | −             | 2:14,677 min  | 3             | 2:39,581 min  | 5             | 12   |
| Daan Breeuwsma Niels Kerstholt Sjinkie Knegt Freek van der Wart     | 5000-m-Staffel | −            | −       | −             | −             | 6:45,385 min  | 1             | 6:49,149 min  | 4             | 04   |

### Snowboard
| Athleten         | Disziplin  | Qualifikation | Qualifikation | Halbfinale    | Halbfinale    | Finale        | Finale        | Rang |
| Athleten         | Disziplin  | Punkte        | Rang          | Punkte        | Rang          | Punkte        | Rang          | Rang |
| ---------------- | ---------- | ------------- | ------------- | ------------- | ------------- | ------------- | ------------- | ---- |
| Frauen           |            |               |               |               |               |               |               |      |
| Cheryl Maas      | Slopestyle | 31,25         | 09            | 30,75         | 12            | ausgeschieden | ausgeschieden | 20   |
| Männer           |            |               |               |               |               |               |               |      |
| Dimi de Jong     | Halfpipe   | 64,25         | 12            | ausgeschieden | ausgeschieden | ausgeschieden | ausgeschieden | 24   |
| Dolf van der Wal | Halfpipe   | 62,50         | 14            | ausgeschieden | ausgeschieden | ausgeschieden | ausgeschieden | 26   |

| Athleten            | Disziplin             | Qualifikation | Qualifikation | Achtelfinale  | Achtelfinale  | Viertelfinale | Viertelfinale | Halbfinale    | Halbfinale    | Finale/Platz 3 | Finale/Platz 3 | Rang |
| Athleten            | Disziplin             | Gegner        | Zeit          | Gegner        | Zeit          | Gegner        | Zeit          | Gegner        | Zeit          | Gegner         | Zeit           | Rang |
| ------------------- | --------------------- | ------------- | ------------- | ------------- | ------------- | ------------- | ------------- | ------------- | ------------- | -------------- | -------------- | ---- |
| Frauen              |                       |               |               |               |               |               |               |               |               |                |                |      |
| Michelle Dekker     | Parallel-Riesenslalom | 1:53,74 min   | 22            | ausgeschieden | ausgeschieden | ausgeschieden | ausgeschieden | ausgeschieden | ausgeschieden | ausgeschieden  | ausgeschieden  | 22   |
| Nicolien Sauerbreij | Parallel-Riesenslalom | 1:47,22 min   | 04            | Ina Meschik   | +0,05 s       | ausgeschieden | ausgeschieden | ausgeschieden | ausgeschieden | ausgeschieden  | ausgeschieden  | 10   |
| Michelle Dekker     | Parallelslalom        | 1:05,66 min   | 19            | ausgeschieden | ausgeschieden | ausgeschieden | ausgeschieden | ausgeschieden | ausgeschieden | ausgeschieden  | ausgeschieden  | 19   |
| Nicolien Sauerbreij | Parallelslalom        | 1:05,69 min   | 20            | ausgeschieden | ausgeschieden | ausgeschieden | ausgeschieden | ausgeschieden | ausgeschieden | ausgeschieden  | ausgeschieden  | 20   |

| Athleten      | Disziplin      | Qualifikation | Qualifikation | Achtelfinale | Halbfinale    | Finale        | Finale        | Rang |
| Athleten      | Disziplin      | Zeit          | Rang          | Position     | Position      | Position      | Rang          | Rang |
| ------------- | -------------- | ------------- | ------------- | ------------ | ------------- | ------------- | ------------- | ---- |
| Frauen        |                |               |               |              |               |               |               |      |
| Bell Berghuis | Snowboardcross | 1:28,19 min   | 22            | 5            | ausgeschieden | ausgeschieden | ausgeschieden | 20   |